# بروجكت زيرو 3: ذا تورمنتد
بروجكت زيرو 3: ذا تورمنتد (بالإنجليزية: Project Zero 3: The Tormented‎؛ باليابانية: 零〜刺青ノ聲〜‎، ‏زيرو شيسيه نو كووه)، أيضاً تعرف كـفاتل فريم III: ذا تورمنتد (بالإنجليزية: Fatal Frame III: The Tormented)‏ في أمريكا الشمالية، هي الجزء الثالث من سلسلة الألعاب الرعب الشهيرة « بروجكت زيرو »، من تطوير شركة تيكمو سنة 2005، وأصدرت اللعبة على نظام بلاي ستيشن 2.

## القصة
القصة ان الفتاة أصيبت بالصدمة أن حبيبها توفي لحادث مروري مروع، وكانت تعاني أثناء رؤية المنام، أن زعيمة الأشرار المرأة تطاردها في منامها، وعانت من نشر الوشم في جسدها.

## وصلات خارجية
- بروجكت زيرو 3: ذا تورمنتد على موقع IMDb (الإنجليزية)

- الموقع الرسمي
 (باليابانية)